# Gerhard Riecker
Gerhard Riecker (* 2. Februar 1926 in Karlsruhe; † 29. Juli 2022 in Pullach im Isartal bei München) war ein deutscher Kardiologe und leitete vom 1. September 1974 bis zum 31. März 1994 als Direktor die I. Medizinische Klinik am Klinikum Großhadern der Ludwig-Maximilian-Universität München.

## Leben
Gerhard Riecker absolvierte seine Schulzeit in Mannheim. 1944 machte er das Abitur und wurde nach dem Reichsarbeitsdienst zum Militärdienst (in der Flakabwehr) einberufen. Er geriet mit Kriegsende in amerikanische Gefangenschaft. Während dieser Zeit konnte er (nach der Genfer Konvention als angehender Offizier) in den USA 1946 sein Medizinstudium beginnen. Von 1947 bis 1951 studierte er dann an der Universität Heidelberg und schloss im Sommer 1951 das Studium mit Staatsexamen und Promotion ab. Schon in Heidelberg lernte er den damaligen dortigen Oberarzt Herbert Schwiegk kennen.
Von Juli 1951 bis August 1952 begann er seine berufliche Tätigkeit im Pharmakologisches Institut der Universität Heidelberg (Fritz Eichholtz). Im August 1952 wechselte er an das Physiologisches Institut der Universität Marburg (Kurt Kramer), um sich dann ab Januar 1954 in der Medizinischen Poliklinik der Universität Marburg (Herbert Schwiegk) endgültig der Inneren Medizin zuzuwenden.
Schwiegk wurde im Herbst 1958 als Direktor der 1. Medizinischen Klinik an die Universität München berufen. Gerhard Riecker folgte ihm nach München, erfuhr am 7. März 1960 seine Anerkennung als Facharzt für Innere Medizin und am 6. September 1960 seine Ernennung zum Privatdozenten für Innere Medizin. Von 1963 bis 1968 war er Leitender Oberarzt an der 1. Medizinischen Klinik der Universität München unter Herbert Schwiegk. Am 4. Januar 1966 erfolgte die Ernennung zum außerplanmäßigen Professor.
Im Sommer 1968 wurde Riecker als Direktor und zum ordentlichen Professor auf den Lehrstuhl für Innere Medizin II an die Universität Göttingen berufen und folgt diesem Ruf. Als er allerdings 1972 auf den Lehrstuhl für Innere Medizin und als Direktor der Medizinischen Poliklinik an die Universität Bonn (Nachfolge Walter Siegenthaler) berufen wurde, nahm er den Ruf nicht an. Stattdessen erhielt er am 11. Oktober 1972 den Facharzt für Kardiologie und bewarb sich in München.
Er wurde auf den Lehrstuhl für Innere Medizin und als Direktor der Medizinischen Klinik I im neu errichteten Klinikum Großhadern der Ludwig-Maximilians-Universität München berufen und begann am 1. September 1974 seine neue Tätigkeit.
Zwischen 1974 und dem Tag seiner Emeritierung am 31. März 1994 baute er, unterstützt von einem großen Mitarbeiterstab, die neue Klinik auf.
Gerhard Riecker lebte mit seiner Frau Brigitte Riecker († 2018), geb. Bender (Eheschließung 1952), in Pullach bei München, wo er am 29. Juli 2022 im Alter von 96 Jahren starb.

## Forschungsschwerpunkte der Medizinischen Klinik I, Universität München (1974–1994)
Kardiologie
- Cardiomyopathien, Herzinsuffizienz, einschl. molekular-biochemische Untersuchungen
- Viruskarditis, einschl. gentechnologischer Verfahren
- Herzrhythmusstörungen, Antitachykardie-Systeme, einschl. Ablationstechniken
- Koronare Herzkrankheit, einschl. Atherektomietechnik
- Immunerkrankungen des Herzens

Nephrologie
- Nierentransplantation
- Immunerkrankungen der Niere
- Dialysetechniken, einschl. Biophysik technischer Membranen

Pneumologie
- Immunerkrankungen der Bronchien und Lungen, einschl. molekular-biolog.Verfahren
- Arbeitsmedizin

## Tätigkeiten als Herausgeber, Mitherausgeber und Fachgutachter
Herausgeber
- Schock (= Handbuch der inneren Medizin. Band 9: Herz und Kreislauf. Teil 2). 5., völlig neubearbeitete Auflage. Springer, Berlin / Heidelberg / New York / Tokyo 1984, ISBN 3-540-12543-4, und weitere Auflagen.
- Therapie Innerer Krankheiten. Springer-Verlag, Berlin 1973 und weitere Auflagen.
- Klinische Kardiologie. Springer-Verlag.

Mitherausgeber
- Klinische Wochenschrift. Springer-Verlag.
- Der Internist. Springer-Verlag.

Fachgutachter
- Deutsche Forschungsgemeinschaft
  - Sonderforschungsbereiche
  - Heisenberg-Wahlausschuss
- verschiedene Bundesministerien

## Mitgliedschaft in wissenschaftlichen Gesellschaften
- European Society for Clinical Investigation
- Deutsche Gesellschaft für Innere Medizin
- Ärztlicher Verein, München
- Collegium für Therapieforschung, München
- Deutsche Gesellschaft für Herz- und Kreislaufforschung
  - deren Präsident im Jahre 1983
- New York Academy of Sciences
- International Fellow der American Heart Association
- Gesellschaft Deutscher Naturforscher und Ärzte
- Ethikkommission der Medizinischen Fakultät (Universität München)
  - Vorsitzender von 1978 bis 1984
- Ludwig-Heilmeyer-Gesellschaft für Fortschritte in der Inneren Medizin

## Gastprofessuren
- 1970 Hammersmith-Hospital, London (Prof. Shillingford) + National Heart Institute, London (Prof. Olson) (auf Einladung der British Heart Foundation)
- 1972 Hospital for Clinical Investigation, Buenos Aires (Prof. Lanari)
- 1974 Hôpital Lariboisière, Paris
- 1994 Medizinische Akademie Kaunas (Litauen)
- 1994 Philosophische Fakultät der Universität Prag

## Ehrungen und Auszeichnungen
- 1957 Fraenkel-Preis der Deutschen Gesellschaft für Herz- und Kreislaufforschung
- 1974 Friedrich-von-Mueller-Medaille, Ärztlicher Verein München
- 1985 Paul-Morawitz-Preis der Deutschen Gesellschaft für Herz- und Kreislaufforschung
- 1992 Wahl zum Mitglied der Leopoldina[3]
- 1993 Verdienstorden der Bundesrepublik Deutschland (Verdienstkreuz am Bande)
- 1995 Ernennung zum Ehrenmitglied der Deutschen Gesellschaft für Innere Medizin
- 2000 Goldmedaille der Ludwig-Heilmeyer-Gesellschaft

## Publikationen (Auswahl)
Mehr als 300 Schriften in fachmedizinischen Journalen auf dem Gebiet der Physiologie, Inneren Medizin und Kardiologie.
- Die Wertigkeit von Meßmethoden in der klinischen Diagnostik von Herzerkrankungen (invasive Verfahren). In: Christa Habrich, Frank Marguth, Jörn Henning Wolf (Hrsg.) unter Mitarbeit von Renate Wittern: Medizinische Diagnostik in Geschichte und Gegenwart. Festschrift für Heinz Goerke zum sechzigsten Geburtstag. München 1978 (= Neue Münchner Beiträge zur Geschichte der Medizin und Naturwissenschaften: Medizinhistorische Reihe. Band 7/8), ISBN 3-87239-046-5, S. 377–392.
- Grundlagen ärztlicher Entscheidungsfindung. In: Medizinische Klinik. 88, 263 (1993), Nr. 4.
- Der Arzt – Mittler zwischen einem mechanistischen und einem humanistisch-philosophischen Weltbild.
- Ärztliche Entscheidungen in der Inneren Medizin : Grundlagen, Testfragen, Kasuistiken Band I und II. MedWork-Verlag, Pullach 1996, ISBN  978-3-9805-2970-9.
- mit Erland Erdmann (Hrsg.): Chronic Heart Failure. Springer-Verlag, Berlin / Heidelberg / New York 1998.
- CARDIOCONSULT. Kardiologisches Second-Opinion-Programm (CD-ROM) Ullstein Medical Verlagsgesellschaft mbH, Wiesbaden, 1998
- Fragen und Antworten zur Inneren Medizin, Verlag Hans Huber, Bern, 2000
- Wissen und Gewissen. – Über die Ambivalenz und die Grenzen der modernen Medizin, Springer-Verlag Heidelberg / New York, 2000
- Fortschritte in der Medizin und ethische Verantwortung, Münchner Ärztliche Anzeigen 51/52, 23. Dezember 2000
- Der Mensch in der modernen Medizin: Empirisches Objekt oder moralisches Subjekt? In: Zur Debatte. Themen der Katholischen Akademie in Bayern, ISSN 0179-6658, Jg. 31, 2001, Heft 3, S. 16–17.
- Das Labyrinth – der zerrissene Faden der Ariadne, R. G. Fischer Verlag, Frankfurt a. M., 2006
- mit Scheidt, v. W. Fragen und Antworten zur Inneren Medizin, Verlag Hans Huber, Bern, 2. Auflage, 2007